# Ассоциация военных ветеранов Гватемалы
Ассоциация военных ветеранов Гватемалы (исп. Asociación de Veteranos Militares de Guatemala; AVEMILGUA), чаще Avemilgua — общественно-политическая организация гватемальских отставных военных и парамилитарес. Объединяет ветеранов гражданской войны, обычно ультраправых антикоммунистов. Является влиятельной структурой риосмонттизма. Активно участвует в гватемальской политике на стороне правых сил.

## Создание и руководство
Ассоциация военных ветеранов была зарегистрирована в Гватемале 20 июня 1995 года. Это произошло за полтора года до заключения мирных «Соглашений Осло», завершивших 36-летнюю гражданскую войну между правыми антикоммунистическими правительствами и левыми прокоммунистическими повстанцами. Представители генералитета, офицерства и проправительственных парамилитарных формирований создавали организационно-политические формы, соответствующие новой ситуации. 
Структурную основу объединения создала неформальная армейская группа La Cofradía — Братство — действовавшая с середины 1980-х годов под руководством Луиса Франсиско Ортеги Менальдо, Мануэля Антонио Кальехса, Хосе Луиса Кило Аюсо и Эдгара Хустино Овалье Мальдонадо. Характерно, что генерал Кило Аюсо и его соратники были известны ультраправыми политическими взглядами.
В состав Avemilgua вошли около 1,2 тысячи человек. Все они активно участвовали в гражданской войне, особенно в наиболее ожесточённый период 1982-1983 годов, при президенте Эфраине Риосе Монтте. Среди основателей были экс-президент генерал Кхель Эухенио Лаугеруд Гарсиа, экс-президент генерал Оскар Умберто Мехиа Викторес, генерал Эдгар Годой Гайтан (глава администрации президента Сересо Аревало), генерал Хосе Луис Кило Аюсо, генерал Луис Фелипе Миранда Трехо, полковник Мануэль Антонио Кальехас (заместитель начальника генштаба при президенте Мехиа Викторесе), полковники Лопес Гордильо Мартинес и Орасио Мальдонадо Схаад (члены военной хунты Риоса Монтта в 1982), полковник Марио Энрике Паис Боланьос (бывший командир армейского пехотного полка, затем начальник полиции), полковник Эдгар Хустино Овалье Мальдонадо (бывший начальник армейского оперативного управления. 
Пост председателя Ассоциации занял генерал Кило Аюсо. В 2006 его сменил генерал Миранда Трехо.

## Состав и цели
В уставе Avemilgua говорится, что членами Ассоциации могут быть отставные военнослужащие и бывшие участники Патрулей гражданской самообороны — массовой парамилитарной организации крестьян-антикоммунистов, выступавшей одной из главных опор режима Риоса Монтта. К членству допускаются не только генералы и офицеры, но и рядовые, курсанты, а также отдельные гражданские лица, «связанные с армейской организацией». К последним относился, в частности, ультраправый журналист Лионель Сисниега Отеро, организатор «эскадронов смерти» Mano Blanca. В Ассоциации также состоит Яшира Эррера де Коронадо, лидер движения гватемальских женщин-евангелисток.
Руководящим органом Avemilgua является Junta Directiva - Совет управляющих. Председателем Ассоциации и официальным представителем Совета с 2006 года является генерал Миранда Трехо. С публичными выступлениями от имени руководства Ассоциации выступает полковник Паис Боланьос. В активной политике, в т.ч. закулисной отмечается роль полковника Овалье Мальдонадо.
К уставным задачам Avemilgua относятся защита чести вооружённых сил Гватемалы, утверждение в обществе ценностей гватемальской армии, социальная поддержка военнослужащих и их семей. Стратегической целью названо создание общенациональной организации.
Avemilgua регулярно проводит собрания, встречи с гражданами и молодёжью, иные публичные мероприятия. Издаются книги об истории гватемальской армии и гражданской войны. Подчёркивается тезис, что «Соглашения Осло» не являются завершением антикоммунистической борьбы.
Философским авторитетом Avemilgua является классик испанского консерватизма Хуан Доносо Кортес. Из современных политиков сильное идеологическое влияние оказал Сисниега Отеро. Наиболее радикальные взгляды отличают генерала Кило Аюсо.

## Политическая роль
Ассоциация военных ветеранов является серьёзной политической силой Гватемалы. Персональные отношения Avemilgua с генералом Риосом Монттом всегда были неоднозначны (Гордильо Мартнес и Мальдонадо Схаад был отстранены Риосом Монттом в 1982, Мехиа Викторес отстранил Риоса Монтта в 1983), однако политически Ассоциация является одной из ключевых структур риосмонттистского движения.
Avemilgua выступала категорически против уголовного преследования военных — участников гражданской войны. Ассоциация не признаёт обвинений в геноциде индейцев майя. Активисты Ассоциации участвовали в протестах 2003 и 2013 годов. В первом случае власти были вынуждены допустить Риоса Монтта к участию в президентских выборах. Во втором был отменён обвинительный приговор, вынесенный Риосу Монтту. Жёсткие действия военных и «патрулерос» Avemilgua рассматривает как вынужденные меры «отпора марксистско-ленинской агрессии».
Генерал Мирандо Трехо состоял в руководстве возглавляемого Риосом Монттом Гватемальского республиканского фронта. При активном участии Avemilgua, особенно Овалье Мальдонадо и Сисниеги Отеро, в 2008 году была создана правая национал-консервативная партия Фронт национальной конвергенции (FCN). Генералы Кило Аюсо и Мирандо Трехо стали заместителями генерального секретаря партии.
Кандидат FCN Джимми Моралес вышел на первое место в первом туре президентских выборов 6 сентября 2015 года. Одиннадцать представителей FCN, в том числе Овалье Мальдонадо, стали депутатами парламента. Моралес известен правоконсервативными взглядами и тесными связями с Овалье Мальдонадо, руководителем аппарата FCN. Результаты выборов расценены как крупный политический успех Avemilgua. Во втором туре президентских выборов 25 октября 2015 года Джимми Моралес был избран президентом Гватемалы.